# Западен свят
Западен свят, Западна цивилизация или Западът е наименование на група общества, използвано с различни значения, в зависимост от контекста. В религиозно отношение Западната цивилизация се основава на католицизма и протестантството.

## Концепция
Няма една-единствена дефиниция за общите черти на включените в Запада нации, освен че притежават значителни популации от европейски произход, и че културите и обществата им са силно повлияни и свързани със Западна Европа. Обикновено понятието включва Западна и Централна Европа, Прибалтийските страни и Хърватия със Словения, както и генеалогично, лингвистично и културно свързаните с тях държави в Северна Америка и Океания.
Корените на концепцията за Западна част на Земята лежат в Гръко-римската цивилизация в Европа и разпространението на християнството. В Съвременната епоха западната култура е силно повлияна от традициите на Ренесанса, Протестантската реформация и Просвещението, и се оформя от експанзивния колониализъм между 15 и 20 век. Политическата употреба на термина е временно изменена по време на Студената война от средата до края на 20 век (1947–1991 г.) (вж. Западен блок).
В началото терминът има буквално географско значение, противопоставящо Европа на свързаните култури и цивилизации в Близкия изток, Северна Африка, Южна Азия, Югоизточна Азия и Далечния изток, които европейците от ранния период на Новото време виждат като Изток. Днес обаче това има слабо географско значение, тъй като САЩ и Канада са в Америка, а Австралия и Нова Зеландия са част от Океания.
В съвременното културно значение, Западният свят включва и много страни с европейски колониален произход с мнозинство от европейски популации в Америка и Океания, като например Съединените американски щати, Канада, Австралия, Нова Зеландия и т.н.
Западната култура произлиза от Средиземноморския басейн и неговите околности. Гърция и Рим често са цитирани като люлка на тази култура. С времето тези империи се разширяват първо на изток и запад, за да включат останалата част от Средиземноморските и Черноморските крайбрежни земи. Така те завладяват, абсорбират и биват повлияни от много по-древни големи цивилизации от Древния Изток (като Финикия, Картаген и Египет). По-късно се разрастват на север от Средиземно море и включват Западна, Централна, Югоизточна, Източна и Северна Европа.
Някои историци, като Карол Куигли („Еволюция на цивилизациите“, 1961), твърдят, че Западната цивилизация се ражда около 400 г., след като тоталният колапс на Западната Римска империя оставя вакуум за нови идеи, които не биха могли да процъфтят в класическите общества. Независимо от гледната точка, Западът изпитва период на значителен упадък между падането на Западната Римска империя и Ренесанса, известен като Средновековие. То включва Тъмните векове и кръстоносните походи.

### България и Западът
Според Самюел Хънтингтън България попада в зоната на т. нар. православна цивилизация. Хънтингтън подчертава, че идеологическото деление в Европа е заменено днес от културно между западното християнство, от една страна, и православието и исляма – от друга, като народите на запад принадлежат към общата европейска история, те са по-развити и се стремят към обща европейска икономика и утвърждаване на демокрацията, докато народите на изток исторически принадлежат на Османската или Руската империи, изостанали са и е малко вероятно да развият стабилни демократични системи. Хънтингтън препоръчва Балканите (без Словения и Хърватска) и страните от бившия СССР (без Прибалтийските държави) да бъдат изключени от процесите на интеграция в Европейския съюз. Според някои учени тази зона попада в обхвата на т. нар. византизъм, където властва лукавство, автократизъм, беззаконие, корупция и тежка бюрокрация при функциониране на държавните структури. В тази връзка американският учен подчертава, че „Европейската общност трябва да се изгражда върху основите на европейската култура и западното християнство.”
След падането на Берлинската стена и разпадането на Източния блок, православните България и Румъния, все пак стават членки на ЕС. Скоро след това, двете страни са поставени под специално наблюдение от ЕК, заради липсата на ефективно правораздаване, като са критикувани за високите нива на корупция.